# Habi, la extranjera
Habi, la extranjera é um filme argentino-brasileiro do gênero drama de 2013. Dirigido por María Florencia Álvarez em seu próprio roteiro, que estreou em 2013 e estrelado por Martina Juncadella e Martín Slipak. Após ter sido exibido pela primeira vez no Festival Internacional de Cinema de Berlim, o filme participou do 15º Festival Internacional de Cinema Independente de Buenos Aires na seção competitiva da Argentina.

## Sinopse
Uma jovem de 20 anos viaja de sua província natal para a cidade de Buenos Aires para distribuir alguns artesanatos e ali entra acidentalmente em contato com a religião muçulmana até se tornar parte da comunidade islâmica.

## Elenco
- Martina Juncadella - Analía / Habi
- Martín Slipak – Hassan
- Maria Luisa Mendonça – Margarita
- Lucía Alfonsín – Yasmín
- Paula Baldini – Fátima
- Diego Velázquez - Horacio
- Paloma Álvarez Maldonado - Karina
- Ana Ascelrud - Encargada Pensión
- Vanesa Maja - Inquilina Cable
- Mohsen Gabriel Ali - Sheij
- Khalil Dircie - Jague
- Anahí Martella - Secretaria Escribanía

## Produção
María Florencia Álvarez começou a pesquisar o assunto em 2007, que, além de ler sobre o assunto, incluía conversas com pessoas familiarizadas com o Islã e com jovens adeptos dessa religião, participação nos ritos da comunidade islâmica, aulas de formação sobre o Islã e uma viagem à Tunísia que a diretora descreveu como uma experiência breve, mas significativa para ela e para o filme.

## Prêmios e indicações
Por sua atuação neste filme, Martina Juncadella foi candidata ao Prêmio Condor de Prata de melhor atriz em 2014.